# Lokman Slim

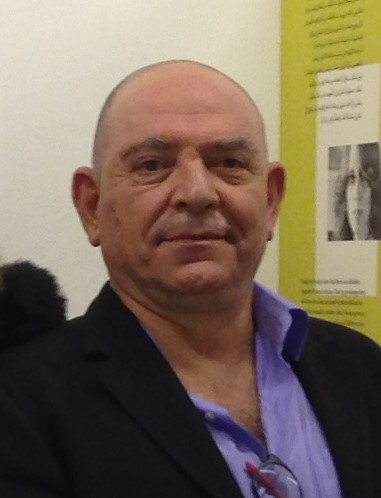
Lokman Slim im UMAM-Hangar, 2018

Lokman Mohsen Slim (arabisch لقمان محسن سليم, DMG Luqmān Muḥsin Salīm; * 17. Juli 1962 in Haret Hreik; † 3. Februar 2021) war ein libanesischer Verleger, Filmemacher, Publizist und Kulturvermittler. Als unabhängiger Sozial- und Polit-Aktivist setzte er sich insbesondere für eine Erinnerungskultur zur Aufarbeitung der konfliktreichen Geschichte des Landes wie der gesamten Region ein. Bekannt wurde er darüber hinaus als Kritiker der von der Islamischen Republik Iran unterstützten Hisbollah, aber auch aller anderen politisch-konfessionellen Kräfte.

## Leben und Wirken
Slim kam aus einer alteingesessenen und einflussreichen Familie im schiitisch dominierten Süden Beiruts, die enge Beziehungen zu den christlichen Eliten des Landes pflegte. Seine Mutter Salma Merchak, die ihn überlebt hat, stammt aus Ägypten und hat einen christlichen Hintergrund. Sein Vater Mohsen Slim war Rechtsanwalt, Großgrundbesitzer und von 1960 bis 1964 Abgeordneter im libanesischen Parlament. 1977 gründete er die schiitisch dominierte Union des Forces Libanaises, die sich vor allem für die Entwaffnung der militanten Palästinensergruppen im Land einsetzte. Im weiteren Verlauf des Libanesischen Bürgerkrieges verlegte er seine Kanzlei indes nach Paris.

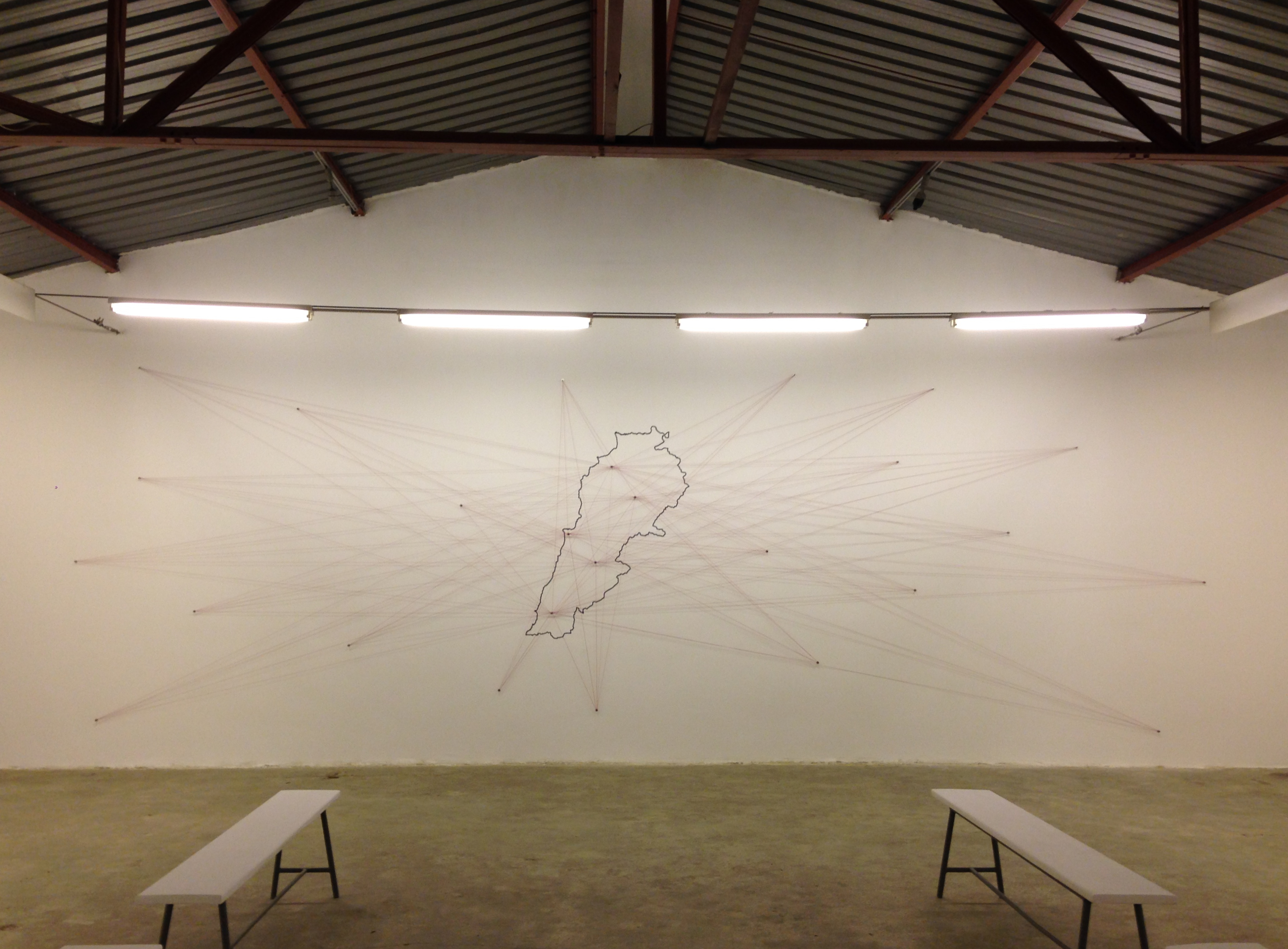
Der UMAM-Hangar während der Ausstellung „In Praise of Lebanese Fusion“, Beirut 2018

Lokman Slim zog selber 1982 nach Frankreich, wo er sechs Jahre lang lebte, um an der Sorbonne ein Studium der Philosophie zu absolvieren. Er gründete nach seiner Rückkehr in den Libanon 1990 den unabhängigen libanesischen Verlag Dar Al Jadeed, der arabische Literatur und Artikel veröffentlichte, die landesweit Kontroversen hervorriefen. 2004 war er Mitbegründer des Dokumentations- und Forschungszentrums UMAM, über das er einen großen Teil der Ressourcen für die Aufzeichnung, Zusammenstellung, Erhaltung und Förderung der libanesischen Geschichte bereitstellte. Slim hat mehrere historische Dokumente und Werke über Kunst veröffentlicht. Einige Bücher seines Verlags wurden vom libanesischen Nachrichtendienst Direction Générale de la Sûreté Générale (DGSG) zensiert und verboten, darunter die ersten arabischen Übersetzungen der Schriften des ehemaligen iranischen Reformpräsidenten Mohammad Chātami. Besonders dieser Fall sorgte in der schiitischen Gemeinschaft des Libanon für große Kontroversen.
Mit seiner Frau, der deutschen Regisseurin Monika Borgmann und mit Hermann Theißen drehte er den Dokumentarfilm Massaker (2004) über die Täter des Massakers von Sabra und Schatila. Der Film lief weltweit auf zahlreichen Festivals und wurde auf der Berlinale 2005 mit dem FIPRESCI-Preis ausgezeichnet. Gemeinsam mit Borgmann drehte Slim den Dokumentarfilm Tadmor (2016) über ein Foltergefängnis des Assad-Regimes. Tadmor wurde auf dem Filmfest Hamburg 2016 mit dem Preis Der Politische Film der Friedrich-Ebert-Stiftung ausgezeichnet.
Während des Krieges von 2006 zwischen Hisbollah und Israel wurden große Teile des Hauses von Slim im Beiruter Stadtteil Haret Hreik durch ein Bombardement der israelischen Luftstreitkräfte zerstört. Von den Verwüstungen war auch sein Archiv schwer betroffen.
Nach der Teilnahme an einer Gesprächsrunde auf dem Märtyrer-Platz zum Konzept außenpolitischer Neutralität im Dezember 2019 erhielt der Hisbollah-Kritiker Todesdrohungen, er wurde als „Verräter“ beleidigt, sein Haus wurde belagert. In einer Stellungnahme erklärte Slim, nicht nur er selbst, sondern auch seine Frau sei diesen Drohungen durch die Hisbollah ausgesetzt. Slim war während einer Rückreise nach Beirut am Abend des 3. Februar 2021 verschwunden. Der Aktivist wurde schließlich in der Nähe des Dorfes Zahrani im Südlibanon tot aufgefunden. Er war durch vier Kopfschüsse und einen Schuss in den Rücken getötet worden. Sein Telefon wurde einige Kilometer entfernt in Niha im Süden gefunden, einer anderen Region unter der Kontrolle der militanten Gruppe.

## Reaktionen
Kurz nach den ersten Nachrichten vom Mord twitterte Dschawad Nasrallah, ein Sohn von Hisbollah-Generalsekretär Hassan Nasrallah: „Was für manche Leute ein Verlust bedeutet, ist in Wirklichkeit ein Gewinn und eine unerwartete Güte #KeineReue“. Später löschte er den Tweet und erklärte, nicht Lokman Slim gemeint zu haben.
Najat Rochdi, stellvertretende Sonderkoordinatorin der Vereinten Nationen und UN-Koordinatorin für humanitäre Hilfe im Libanon, äußerte sich nach dem Auffinden Slims schockiert über die Ermordung des libanesischen Anti-Hisbollah-Aktivisten und Publizisten. Die Ermordung eines mutigen und engagierten Intellektuellen sei ein Verlust für das gesamte libanesische Volk. Rochdi forderte ein gründliches, schnelles und transparentes Ermittlungs- und Gerichtsverfahren, um alle Verantwortlichen für diese „unerhörte Tat“ vor Gericht zu stellen.
Zusammen mit dem Verlag Dar Al Jadeed wurde Lokman Slim 2021 postum mit dem Prix Voltaire ausgezeichnet.